# Liste der Naturdenkmale in Bad Wimpfen
| Naturdenkmale | Anzahl |
| ------------- | ------ |
| FND           | 4      |
| END           | 7      |
| Gesamt        | 11     |

Die Liste der Naturdenkmale in Bad Wimpfen nennt die verordneten Naturdenkmale (ND) der im baden-württembergischen Landkreis Heilbronn liegenden Stadt Bad Wimpfen. In Bad Wimpfen gibt es insgesamt elf als Naturdenkmal geschützte Objekte, davon vier flächenhafte Naturdenkmale (FND) und sieben Einzelgebilde-Naturdenkmale (END).
Stand: 31. Oktober 2016.

## Flächenhafte Naturdenkmale (FND)
| Name                                               | Bild | Kennung     | Einzelheiten | Position | Fläche Hektar | Datum         |
| -------------------------------------------------- | ---- | ----------- | ------------ | -------- | ------------- | ------------- |
| Hohle am Lerchenbuckel                             | BW   | 81250070011 | Bad Wimpfen  | ⊙        | 1,0           | 18. Juli 1986 |
| Magerrasen am Galgenberg                           | BW   | 81250070012 | Bad Wimpfen  | ⊙        | 0,7           | 18. Juli 1986 |
| Neckartalhang-Aufschluß des Hochterrassenschotters | BW   | 81250070010 | Bad Wimpfen  | ⊙        | 3,4           | 18. Juli 1986 |
| Pfeifersklinge                                     | BW   | 81250070008 | Bad Wimpfen  | ⊙        | 1,1           | 18. Juli 1986 |
| Legende für Naturdenkmal                           |      |             |              |          |               |               |

## Einzelgebilde (END)
| Name                                               | Bild | Kennung     | Einzelheiten                                            | Position | Fläche Hektar | Datum         |
| -------------------------------------------------- | ---- | ----------- | ------------------------------------------------------- | -------- | ------------- | ------------- |
| Baumgruppe bei der Dominikaner Kirche (4 Li.,2 Bu) |      | 81250070001 | Bad Wimpfen                                             | ⊙        | 0,0           | 18. Juli 1986 |
| 1 Bergahorn                                        | BW   | 81250070002 | Bad Wimpfen                                             | ⊙        | 0,0           | 18. Juli 1986 |
| 1 Eibe                                             | BW   | 81250070005 | Bad Wimpfen                                             | ⊙        | 0,0           | 18. Juli 1986 |
| 1 Eiche                                            | BW   | 81250070006 | Bad Wimpfen                                             | ⊙        | 0,0           | 18. Juli 1986 |
| 1 Eiche                                            | BW   | 81250070007 | Bad Wimpfen Nicht mehr in der LUBW-Datenbank vorhanden. | ⊙        | 0,0           | 18. Juli 1986 |
| 1 Eiche                                            |      | 81250070009 | Bad Wimpfen                                             | ⊙        | 0,0           | 18. Juli 1986 |
| 1 Maulbeerbaum                                     |      | 81250070003 | Bad Wimpfen Nicht mehr in der LUBW-Datenbank vorhanden. | ???      | 0,0           | 18. Juli 1986 |
| Legende für Naturdenkmal                           |      |             |                                                         |          |               |               |